# Félix Flores
Félix Flores Serrano (Juana Díaz, 29 gennaio 1976) è un pugile portoricano.